# Tambakharjo
Tambakharjo is een bestuurslaag in het regentschap Kebumen van de provincie Midden-Java, Indonesië. Tambakharjo telt 1460 inwoners (volkstelling 2010).